# Apostolstwo Modlitwy
Apostolstwo Modlitwy (AM) – stowarzyszenie w Kościele Katolickim, skupiające świeckich i duchownych. Jego głównym celem jest osobiste uświęcenie członków, a także misja ewangelizacji. Narodziło się w kolegium Towarzystwa Jezusowego (jezuici) we Francji i rozprzestrzeniło na cały świat. AM skupia się zwłaszcza na trosce o rodzinę i wspólnoty parafialne; opiera się na duchowości związanej z kultem Najświętszego Serca Pana Jezusa. Każdego roku papież wyznacza intencje Apostolstwa Modlitwy: ogólną, dotyczącą problemów całego Kościoła i misyjną, związaną z ewangelizacją. Hasłami AM są: Kochać i służyć i Modlitwa i służba. Obecnie AM działa w 90 krajach świata, zrzeszając ok. 40 mln osób. W Polsce AM działa od 1871 r., wydając od 1872 r. miesięcznik „Posłaniec Serca Jezusowego”. Od roku 2006 wydaje także biuletyn „Modlitwa i Służba”.

## Historia
Idea Apostolstwa Modlitwy pochodzi od Franciszka Gautreleta SJ (1807–1886), który przedstawił ją na konferencji młodzieży zakonnej w roku 1844, w kolegium jezuitów w Vals koło Le Puy nad górną Loarą (Vals-près-le-Puy) w południowej Francji. W ramy organizacyjne ujął ją teolog i publicysta Henryk Ramière SJ (1821–1884). Jego książka L’Apostolat de la Prière (1859) zawiera podstawy teologiczne dla Apostolstwa Modlitwy. On także rozpoczął wydawanie Messager du Coeur de Jésus. W ikonografii związanej z AM najbardziej rozpowszechnił się wizerunek Serca Jezusowego, którego autorem jest Pompejusz Batoni, namalowany dla jezuickiego kościoła del Gesù w Rzymie w 1760 r.
Statuty Apostolstwa Modlitwy zatwierdził Pius IX (1866); Leon XIII dokonał w nich stosownych zmian (1896); zaadaptowano je do potrzeb czasu w Rzymie (1948), ponownie zatwierdził je i ogłosił Pius XII (28 października 1951). Ostatnią wersję Statutów AM zatwierdził Paweł VI (27 marca 1968).
Na ziemiach polskich AM funkcjonowało już w latach 60. XIX w. Jednakże dopiero w 1871 r. prowincjał jezuitów Kasper Szczepkowski zapoczątkował jego właściwą działalność, poświęcając kaplicę Serca Jezusowego w Krakowie i uroczyście powołując AM pod nazwą Apostolstwo Serca Jezusowego. Dyrektorem został mianowany Stanisław Stojałowski (1845–1911) i to on rozwijał przykapliczny ośrodek centralny tak, że pod koniec 1871 r. do AM należało ok. 15 centrów: domów zakonnych i parafii. AM rozwijało się gł. w Galicji i było popierane przez polskich biskupów. W zaborze rosyjskim, ze względu na zakazy cara, zaczęło się rozwijać w czasie I wojny światowej.
Dzięki ofiarom społeczeństwa katolickiego powstał w Krakowie (przy Krajowym Sekretariacie Apostolstwa Modlitwy) kościół – Bazylika Najświętszego Serca Jezusowego. Konsekracja miała miejsce w 1921 r.
Największy rozkwit AM w Polsce nastąpił w okresie międzywojennym. W 1938 r. było już ok. 2500 ognisk AM we wszystkich diecezjach (ponad 750 000 członków).
I Zjazd Księży Dyrektorów Apostolstwa miał miejsce 19–21 września 1938. Do rozwoju AM w Polsce przyczynili się:
- Stanisław Stojałowski
- Michał Mycielski
- Kazimierz Riedl
- Alojzy Fridrich
- Piotr Kutyba
- Ernest Matzel
- Józef Andrasz
- Tadeusz Chromik
- Stanisław Groń

W listopadzie 1949 r. AM zostało zdelegalizowane, istniejąc jednak nadal w wielu parafiach. Sprzyjały temu organizowane w Polsce Misje Serca Jezusowego. Po 1980 r. także AM zaczęło się odradzać. 21–23 kwietnia 1989 r. w Czechowicach miał miejsce Ogólnopolski Zjazd Delegatów Apostolstwa Modlitwy. Omówiono wtedy rolę stowarzyszenia w nowych okolicznościach, także posoborowych. Świeccy i małe grupy apostolskie działające w parafii zaczęły odgrywać większą niż dotąd rolę. W 2009 r. w Domu Rekolekcyjnym Jezuitów w Częstochowie odbył się Europejski Zjazd Sekretarzy Krajowych AM.

## Struktura Apostolstwa Modlitwy
Na czele Apostolstwa Modlitwy stoi papież i to on wyznacza intencje ogólne i misyjne do modlitwy na każdy miesiąc. Dyrektor Generalny Apostolstwa (Ojciec Generał Towarzystwa Jezusowego) pracuje w Rzymie. Reprezentuje go Delegat AM. Generał mianuje Sekretarzy Krajowych lub Regionalnych AM. Dyrektorów Diecezjalnych AM mianują biskupi. Dyrektorzy Diecezjalni organizują centra prowadzone przez Dyrektorów Lokalnych, mianowanych przez biskupów lub prowincjała. Oprócz członków zwyczajnych w AM wyróżnić można animatorów – ciało doradcze i wykonawcze danego ogniska. Członkostwo nadaje Dyrektor Lokalny (wpisanie do księgi ogniska), wręczając dyplom (kartę wpisową). Z AM wywodzi się także Krucjata Eucharystyczna oraz różne organizacje poświęcone Najświętszemu Sercu Jezusowemu. Patronami AM są: Małgorzata Maria Alacoque, Franciszek Ksawery, Klaudiusz la Colombiere, Teresa z Lisieux.

## Cele Apostolstwa Modlitwy
- Wierność nauczaniu Kościoła.
- Świadectwo życia chrześcijańskiego.
- Troska o godność człowieka w wymiarze osobistym i społecznym.
- Wspólnotowe rekolekcje i modlitewne skupienia.
- Ewangelizacja.
- Wspieranie duszpasterstwa powołaniowego.
- Aktywna współpraca w ramach parafii.

## Zaangażowania członków Apostolstwa Modlitwy
- Codzienna modlitwa połączona z poświęceniem się osób, rodzin i narodu Najświętszemu Sercu Jezusa.
- Ofiara Eucharystyczna z Komunią wynagradzającą.
- Intensywne życie sakramentalne, tzw. pierwsze piątki i soboty miesiąca[1].
- Wielka pobożność do Osoby Ducha Świętego.
- Nabożeństwo do Najświętszego Serca Pana Jezusa i Niepokalanego Serca Najświętszej Maryi Panny.
- Codzienna troska o duchową bliskość z Maryją.
- Współodpowiedzialność za Kościół (ignacjańskie sentire cum Ecclesia).
- Modlitwa osobista.
- Zaangażowanie na poszczególnych etapach formacji przez comiesięczne spotkania, rekolekcje, modlitewne skupienia i dyskusje.
- Współodpowiedzialność za dzieło zbawiania świata.
- Jednoczenie modlitwy z chrześcijańskim działaniem.